# Каротаж гравітаційний
Гравітаційний каротаж (рос. гравитационный каротаж, англ. gravity logging, нім. Gravitationskarottage) — метод геофізичних досліджень у свердловинах. Базується на вимірюванні прискорення сили тяжіння. Використовується при розвідці родовищ для визначення положення рудних тіл, зон підвищеного гірничого тиску тощо. Похибка вимірювання становить 0,05-0,6 мГал. За результатами вимірювань будують графіки зміни прискорення сили тяжіння, вертикального градієнта сили тяжіння, зміни уявної щільності вздовж стовбура свердловини.